# Loma de la Rosa, Delstaten Mexiko
Loma de la Rosa är en ort i Mexiko.   Den ligger i kommunen Villa Victoria och delstaten Mexiko, i den sydöstra delen av landet, 100 km väster om huvudstaden Mexico City. Loma de la Rosa ligger 2 690 meter över havet och antalet invånare är 440.
Terrängen runt Loma de la Rosa är kuperad åt nordost, men åt sydväst är den platt. Runt Loma de la Rosa är det ganska tätbefolkat, med 166 invånare per kvadratkilometer. Närmaste större samhälle är San Agustín Mextepec, 17,1 km nordost om Loma de la Rosa. Trakten runt Loma de la Rosa består till största delen av jordbruksmark.